# عابدین مهدوی
عابدین مهدوی (متولد ۸ آبان ۱۳۶۰ در تهران) عکاس خبرنگار بین‌المللی با موضوع کودکان جنگ و بحران، کارگردان و فعال حقوق بشر در زمینهٔ ‌صلح‌ بین‌المللی است. او رهبر و مؤسس گروه بین‌المللی هنرمندان کودکان مقدس است.
او از سال ۲۰۰۱ تاکنون به عنوان عکاس خبرنگار و فعال در زمینه کمک به کودکان جنگ زده در بیشتر جنگ‌ها و بحران‌های بین‌المللی حضور داشته و موضوع اصلی فعالیت‌هایی فرهنگی و هنری وی کودکان جنگ، فقر و بحران می‌باشد و او با کسب درآمد از همین فعالیت‌هایی هنری، به این کودکان در نقاط مختلف دنیا کمک‌های فرهنگی و هنری می‌کند.

## زندگی‌نامه
عابدین مهدوی متولد هشتم آبان ماه سال ۱۳۶۰ در تهران و در محله نظام آباد، خیابان گل سرخ می‌باشد.
پدر و مادر او معلم بوده و او در یک خانواده فرهنگی هنری بزرگ شده‌است، خانواده وی از قشر متوسط، فرهنگی و اصیل تهران می‌باشند، پدرش معلم بوده و در بیشتر مناطق متوسط و محروم تهران فعالیت داشته و در امر سوادآموزی بزرگسالان در محله‌های پائین شهر تهران و کمک به محرومین بسیار فعال بوده‌است. او یکی از معلمین نمونه مردمی در تهران شناخته شده‌است و برای او هنوز هم در گود عربهای منطقه مولوی تهران احترام خاصی قائل هستند. او اولین دوربین عکاسی را در سن ۱۴ سالگی به عابدین مهدوی هدیه می‌دهد.
عابدین مهدوی در سن ۱۴ سالگی عکاسی را با همان دوربین شروع کرده و پس از آموختن حرفه‌ی عکاسی در خانه عکاسان ایران در سال‌های ۱۳۷۵ و ۱۳۷۷، عکاسی را خیلی جدی شروع می‌کند و در سن ۱۵ سالگی در یک مسابقه عکاسی در مابین دانش آموزان مدارس تهران، رتبه اول را کسب کرد، موضوع عکس او یک نوجوان کار و خیابان هم سن خودش بود که در کنار خیابان مقابلش یک ترازو گذاشته‌است و در حینی که کتاب درسی اش در دستش است از فرط خستگی به خواب رفته‌است.
او از همان زمان به خاطر تأثیر کتاب‌هایی که در سنین جوانی در کتابخانه پدرش مطالعه می‌کند گرایش‌های ذهنی اش به سمت مشکلات و معضلات انسانی هدایت می‌شود و در سال دوم دبیرستان پس از امتحان پایان سال، همراه یک کوله کوچک و دوربین عکاسی اش از خانه فرار می‌کند و اولین عکس‌های خود را از کودکان جنگ زده و آسیب دیده توسط مین ضد نفر در مناطق مرزی غربی ایران تجربه می‌کند.
عابدین در سن ۱۶ سالگی بسیار تلاش می‌کند تا بتواند از عکس‌های خود نمایشگاهی برپا کند اما به خاطر مسائل مالی این موضوع میسر نمی‌شود. او به عکاسی ادامه می‌دهد تا با کاوه گلستان، عکاس خبری و مستند ساز ایرانی آشنا شده و از وی راهنمایی‌های خوبی را در زمینه عکاسی مستند اجتماعی می‌آموزد.
او پس از گرفتن دیپلم برای خدمت سربازی به مرزهای شرقی ایران فرستاده می‌شود و در آن مدت در درگیری‌های مرزی با قاچاقچیان مواد مخدر و مشکلات مرزی مردم روستاهای مرزی، عشایر کوچ‌نشین و مهاجرین افغانستان، صحنه‌های بسیار تلخی را تجربه می‌کند و فقر و تنگدستی مردم آن منطقه تأثیر فراوان و بیشتری روی وی می‌گذارد و او به همراه دوست خود مدت طولانی را به عنوان معلم در این مناطق به کودکان کپرنشین الفبای زبان فارسی را یاد می‌دهد تا در یک درگیری مرزی دوست وی کشته می‌شود و تأثیر منفی جنگ و درگیری را از نزدیک در سن هجده سالگی در سال ۱۳۷۸ تجربه می‌کند.
عابدین در سال ۱۳۷۹ تحصیل در سینما را در انجمن سینمای جوانان ایران در رشته فیلمسازی آغاز می‌کند و برای اولین بار در سال ۱۳۸۱ برای فیلم پایان دوره تحصیلی خود برای دریافت مدرک، به کشور افغانستان سفر می‌کند و اولین فیلم خود را به صورت مستند از یک کودک افغان مین زده که توسط مین ضد نفر هر دو پایش را از دست داده‌است، تهیه و کارگردانی می‌کند.
در تهیه این فیلم مستند به او اعضای نمایندگی کمیته بین‌المللی صلیب سرخ در کشور افغانستان کمک می‌کنند تا او بتواند کودکان مین زده منطقه شهر هرات را پیدا کرده و با آن‌ها مصاحبه کند، همین امر باعث می‌گردد تا این فیلم، توسط این افراد به مقر این سازمان در کشور سوئیس فرستاده شود و در همان سال به خاطر ساخت این فیلم از او تقدیر می‌شود.
در فروردین ماه سال ۱۳۸۲ کاوه گلستان در منطقه کردستان کشور عراق بر اثر انفجار یک مین یا یک خمپاره کشته می‌شود و این موضوع بر عابدین مهدوی تأثیر روحی سختی گذاشته و مسیر زندگی او را به شدت مورد تأثیر قرار می‌دهد.
او گروه کودکان مقدس را پس از مرگ کاوه گلستان با حمایت مالی مادرش و مادر کاوه گلستان به‌طور جدی راه‌اندازی می‌کند، فخری گلستان، همسر ابراهیم گلستان، نویسنده و کارگردان ایرانی و مادر کاوه گلستان، که یکی از اولین حامیان حقوق کودک در ایران و فعالین در زمینه حمایت از کودکان بوده‌است و اولین پرورشگاه‌ها را در تهران و شهرستان‌ها راه‌اندازی و حمایت کرده‌است، از وی حمایت می‌کند، فخری گلستان در سال ۱۳۹۱ در سن ۸۷ سالگی در تهران در گذشته‌است.
او و مادر عابدین مهدوی، هزینه اولین پروژه این گروه را که ابزار نقاشی، مداد رنگی، کره زمین و کاغذهای نقاشی برای جمع‌آوری نقاشی‌های کودکان افغانستان با موضوع صلح بوده‌است، تأمین و از او و این حرکت بین‌المللی حمایت می‌کنند. همچنین کارت پوستالهایی با نماد صلح نیز برای این حرکت فرهنگی آماده می‌گردد، این کارت پوستال در ابتدا به تعداد ۵۰۰ عدد در ایران و با حمایت این دو مادر به صورت رنگی چاپ و تهیه می‌گردد که مجدداً پس از وسعت پیدا کردن این حرکت در افغانستان این کارت پوستال مجدداً در کشور پاکستان، به تعداد ۳۰۰۰ نسخه چاپ می‌گردد و مابین کودکان جنگ زده و محروم افغانستان پخش می‌گردد. محتوای این کارت پوستال، پرنده صلح است که خوشه زیتون را بر دهان داشته و کودکان به بالها و پاهای این پرنده آویزان هستند و او آن‌ها را از مین‌های روی زمین فراری می‌دهد.

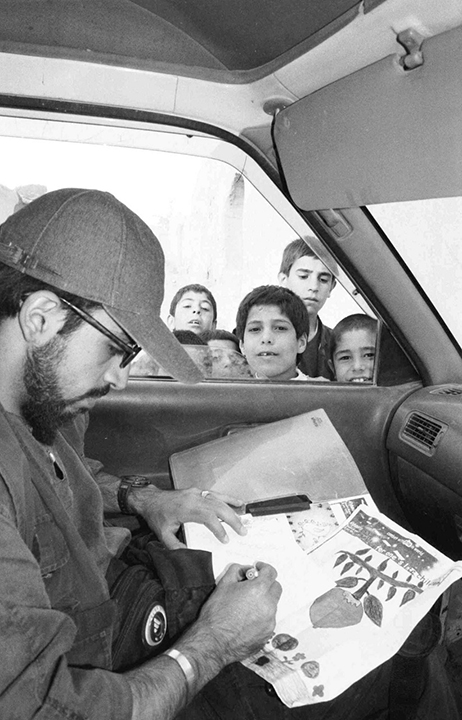
Afghanistan 2003

عابدین مهدوی در سال ۱۳۸۲ و در سن ۲۲ سالگی مجدداً به افغانستان سفر و مدت یک سال و هشت ماه را در این کشور به عکاسی و مستند‌سازی در مورد کودکان جنگ زده می‌پردازد و در تمامی مناطق کشور افغانستان در کنار گروه‌ها و قبایل مختلف و با حضور در درگیری‌ها و جنگ، صحنه‌های قابل تأملی را به ثبت می‌رساند.
او همچنین در کنار فعالیت‌هایی هنری خود تحقیقات گسترده‌ای را با استفاده از جمع‌آوری نقاشی‌های کودکان افغانستان با موضوع تأثیر منفی جنگ بر روی کودکان آغاز می‌کند که حضور وی در مناطق مختلف این کشور همراه با وسایل و ابزار نقاشی برای کودکان، تعجب بسیاری از گروه‌ها و سازمانهای بین‌المللی داوطلبانه حمایت از کودکان را برانگیخته است.
او با حضور در مناطق مختلف این کشور از کودکان افغانی در خواست می‌کرده‌است تا برایش نقاشی با موضوع صلح و جنگ بکشند و خود به آن‌ها کاغذ و مداد رنگی می‌داده‌است و سپس مجدداً پس از چند روز برای گرفتن نقاشی به همان منطقه بازگشته و پس از دریافت نقاشی به آن‌ها یک کارت پوستال همراه یک بسته مداد رنگی کوچک هدیه می‌داده که باعث شادی و خوشحالی کودکان جنگ زده افغانی می‌گردیده‌است.
او در افغانستان به دلیل عدم حمایت مالی با مشکلات زیادی روبرو بوده‌است، او همچنین در یک درگیری در شهر قندهار دچار موج گرفتگی شدید شده و زخمی می‌شود که از این موضوع جان سالم به در می‌برد، همچنین در زمستان سال ۱۳۸۲ توسط نیروهای گروه القاعده، طالبان در شهر کابل اسیر و تمامی لوازم و پولهایش دزدیده می‌شود.
همچنین با توجه به اینکه وی از سوی مقامات افغانستان شناخته شده بوده‌ و فعالیت وی در این کشور قانونی و مورد توجه آنان قرار می‌گیرد، از سوی نیروهای نظامی دو مرتبه مورد بازداشت قرار می‌گیرد که در مرحله اول وی از سوی نیروهای ائتلاف اروپایی ناتو (ایساف) و نیروهای ارتش آلمان در شهر کابل به مدت هفت روز و مجدداً وی توسط نیروهای ارتش ایالات متحده آمریکا در منطقه درهٔ پنجشیر در حین عکاسی خبری برای ده روز بازداشت می‌شود که دلیل این بازداشت‌ها تنها ایرانی بودن وی و پاسپورت ایرانی او و مشکوک شدن آن‌ها به او، عنوان می‌شود که پس از تحقیق آن‌ها از پروژه کودکان وی و مستقل بودن او از فعالیت‌هایی ایران در افغانستان، وی را محترمانه آزاد می‌کنند و ارتش ایالات متحده آمریکا و پلیس کشور افغانستان برای وی مجوز عکاسی صادر می‌کنند و از او حمایت می‌کنند تا او بتواند در مناطق گوناگون به کار خود ادامه دهد.
اولین مصاحبه و گزارش تلویزیونی از فعالیت‌هایی وی در سال ۱۳۸۳ توسط خبرنگار تلویزیون دویچوله آلمان در شهر هرات کشور افغانستان تهیه و از این تلویزیون به‌طور رسمی پخش می‌گردد.
خبرنگار نمایندگی شبکه خبری بی‌بی‌سی و رادیو صدای آمریکا نیز در کابل و هرات گزارشی از فعالیت‌های وی در این مدت در پرورشگاه‌های کابل و هرات تهیه می‌کنند و پروژه او دربارهٔ نقاشی‌های کودکان جنگ زده افغانستان را تشریح می‌کنند.
خبر این فعالیت همراه با برگزیده نقاشی‌های کودکان جنگ زده افغانستان و کارت پوستال گروه کودکان مقدس، توسط خبرنگاران و فعالین ضد جنگ و نمایندگی‌های سازمان‌های مردمی حامی کودکان، از درون افغانستان به بیش از سی کشور جهان مخابره و ارسال می‌گردد و باعث می‌شود تا او و فعالیت‌هایش بیشتر از قبل مورد توجه و حمایت قرار گیرند.
عابدین مهدوی پس از بازگشت به ایران، در سال ۱۳۸۳ در لحظه ورود به کشور ایران، در مرزهای شرقی به جرمی که هیچگاه بیان نمی‌شود، از سوی نیروهای امنیتی ایران بازداشت می‌شود و پس از بازپرسی در شرایط بسیار بد و با شروطی خاص از سوی مأمورین مبنی بر فعالیت‌های وی پس از سه روز آزاد می‌گردد.
او پس از مدت کوتاهی نمایشگاهی از نقاشی‌ها و عکس‌های کودکان افغانستان در تهران و به‌طور مستقل برپا می‌کند که اولین نمایشگاه عکس او محسوب می‌شود. این نمایشگاه با همکاری جمعی از دوستان وی در همان سال در افغانستان نیز مجدداً برپا می‌شود.
وی تلاش می‌کند تا بتواند این گروه را به عنوان یک سازمان مردمی غیردولتی در ایران به ثبت برساند که مسئولین دولتی به او پاسخ منفی می‌دهند و به او متذکر می‌شوند که او در شرایط قابل قبولی از نظر آنان به سر نمی‌برد.
او به عنوان عکاس خبری فعالیت عکاسی خود را برای دو خبرگزاری ایرانی و خارجی در ایران در همان سال آغاز می‌کند، در این حین نیز او به کشورهای پاکستان و عراق نیز سفر کرده و همچنان همان پروژه تحقیقاتی خود را برای کودکان جنگ در این دو کشور نیز با نام همان گروه کودکان مقدس انجام می‌دهد و مجموعه عکس مستند خود را از کودکان جنگ زده این دو کشور نیز تهیه می‌کند.
در تاریخ ۲۲ تیر ماه سال ۱۳۸۴ وی در حالی که در مقابل دانشگاه تهران، از تجمع دانشجویی که در حمایت از اکبر گنجی برپا شده بوده‌است، عکس خبری تهیه می‌کرده که مورد حمله چند نفر از افراد لباس شخصی قرار می‌گیرد که در این حمله دوربین و تجهیزات وی خورد می‌شود. او از ناحیه قفسه سینه و گردن مصدوم شده که آن افراد وی را در همان وضعیت تا میانه خیابان دانشگاه تهران روی زمین می‌کشند و وحشیانه مورد ضرب و شتم قرار می‌دهند تا وی بیهوش می‌شود. او توسط سه نفر از زنان حاضر در این تجمع به بیمارستان قلب در خیابان کارگر برده می‌شود که از خون‌ریزی شکستگی قفسه سینه وی جلوگیری می‌شود.
شاهدان این موضوع می‌گویند که آن‌ها تنها به وی از میان چندین عکاس و خبرنگاری که در کنار هم ایستاده بودند و مشغول عکاسی بودند، حمله می‌کنند و به کسی نیز اجازه نمی‌دهند از این صحنه عکاسی کند، اما عکاسان و خبرنگارانی که زندگی و کار عابدین مهدوی را در سخت‌ترین شرایط‌ها برای کمک به کودکان جنگ زده می‌دانستند، عکس و خبر این صحنه را در همان روز بر روی اینترنت و وب سایت‌های خبری منتشر می‌کنند.
وی پس از مدت کوتاهی، عکاسی و فعالیت‌هایی خبری خود را در ایران برای همیشه پایان می‌بخشد و تمام فعالیت‌هایی خود را به بیرون از کشور ایران منتقل کرد.
او در حال حاضر تنها به عنوان یک شهروند معمولی، در این کشور در کنار پدر و مادر خود زندگی می‌کند و تمامی فعالیت‌هایی وی معطوف به موضوعات کودکان جنگ زده، بحران‌های طبیعی و کودکان فقیر در کشورهای دیگر است.
او فارغ‌التحصیل رشته فیلمسازی از انجمن سینمای جوانان ایران، فارغ‌التحصیل مدرک کارگردانی سینما از دانشکده فرهنگ و هنر در ایران بوده و همچنین چندین دوره عکاسی مستند، عکاسی مستند اجتماعی، عکاسی دیجیتال و تصویربرداری را در کشورهای چین، امارات متحده عربی و سوئد گذرانده‌است.
همچنین او در زمان اقامتش در کشور افغانستان با عکاس معتبر ایرانی، رضا دقتی در بنیاد فرهنگی آئینه آشنا شده و از وی راهنمایی‌های زیادی را در مسیر عکاسی مستند اجتماعی می‌آموزد، همچنین از سال ۱۳۸۴ تا قبل از مرگ نیکول فریدنی، یکی از پیشکسوتان عکاسی طبیعت ایران در کنار او به عنوان شاگرد خدمت کرده‌است، نیکول فریدنی در طی این سال‌ها به دلیل مریضی پارکینسون، قادر به فعالیت‌هایی خاص بدنی نبوده‌است اما وی در زمان‌های طولانی با تشریح عکس‌ها و تجربیات خود از سفرهای عکاسی اش، مطالب ارزنده‌ای را در اختیار عابدین مهدوی قرار می‌دهد.
عابدین مهدوی از سال ۱۳۸۱ تاکنون به کشورهای افغانستان، پاکستان، عراق، تاجیکستان، لبنان، سوریه، سودان، سومالی، هائیتی، ونزوئلا، کلمبیا... سفر داشته‌است و با نام گروهکودکان مقدس در این کشورها تحقیقات گسترده‌ای را توسط آثار هنری کودکان از قبیل نقاشی، اسباب بازی‌های دست‌ساز و… بر روی کودکان جنگ زده، فقیر و بحران زده انجام داده‌است.
او با ساخت فیلم و تهیه مجموعه عکس‌های مستند تحت همین موضوع و فروش این آثار، هزینه‌های سفرها و فعالیت‌های گروه کودکان مقدس را تأمین می‌کند. او توانسته‌است توسط همین درآمدها، به‌طور مستقل کمک‌های فراوانی را هر چند کوچک و کم برای کودکان افغانستان، عراق، پاکستان و سومالی ارسال کند.
هم‌اکنون، عابدین مهدوی به عنوان یک هنرمند جوان و فعال در زمینه صلح و حقوق کودکان که مشکلات، تهدیدها، حملات، درگیری‌ها و مریضی‌های فراوانی را تحمل کرده و زندگی شخصی خود را در این مسیر وقف کرده‌است، در میان بیشتر گروه‌ها و سازمان‌های بین‌المللی فعال در زمینه صلح بین‌المللی در کشورهای اروپایی و آمریکایی شناخته شده‌است و او با ایده‌های فرهنگی و هنری خود توانسته‌است برای کمک به معنای انسانیت قدم‌های بزرگی را بردارد.
او در مصاحبه‌ای با وی در نمایشگاه عکس اش در کشور سوئد در سال ۱۳۸۷ در مورد فعالیت‌هایش می‌گوید:
«من با تمام وجودم، تنها می‌توانم، عشقم را به کره زمین و انسانهایش و مخصوصاً کودکان جنگ زده با همین نام ماندگار کودکان مقدس تقدیم کنم».

## فعالیت‌هایی فرهنگی و هنری
او در ایران، از بیشتر فعالیت‌هایی فرهنگی و هنری سازمانهای غیردولتی مردمی حامی حقوق کودک و حمایت از کودکان کار و خیابان حمایت می‌کند و با چندین مؤسسه مهم و فعال در ایران همکاری جدی دارد. همچنین وی از فعالیت‌هایی چندین مؤسسه نگهداری کودکان خیابانی و پرورشگاه‌ها نیز حمایت و آن‌ها را پشتیبانی می‌کند.

او چندی پیش جایزه مالی یکی از فیلم‌های خود را به کودکان مدرسه شین آباد که در حادثه آتش‌سوزی مصدوم شده بودند، هدیه کرد.

## گروه هنرمندان بین‌المللی کودکان مقدس
این گروه بین‌المللی شامل هنرمندان کشورهای مختلف در رشته‌های هنری گوناگون در حال حاضر به‌طور بین‌المللی در کشورهای جنگ زده و بحرانی طبق پروژه‌های فرهنگی و هنری برای کودکان با هدف و شعار تحقق صلح بین‌المللی در دنیا برای حفظ کره زمین، زندگی و کودکان آینده ساز دنیا به فعالیت‌هایی مستقل خود می‌پردازد و تاکنون توانسته که هنرمندان زیادی را جذب کند.
پس از جلوگیری از فعالیت عابدین مهدوی در ایران، او کشور سوئد را برای تمرکز فعالیت خود انتخاب می‌کند. این گروه توانسته یکی از زیباترین و عجیب‌ترین مجموعه نقاشی و عکس را از کودکان جنگ زده در دنیا جمع‌آوری کند.

## مؤسسه بین‌المللی فیلم انسانیت و بشریت
عابدین مهدوی در سال ۱۳۹۱ با ایده حمایت و گسترش فعالیت در زمینه ساخت، تولید و نمایش فیلم مستند و داستانی در زمینه انسانیت و بشریت و همچنین حقوق بشر بین‌المللی، اساسنامه مؤسسه بین‌المللی فیلم انسانیت را نگارش و این مؤسسه را همچون گروه بین‌المللی کودکان مقدس راه‌اندازی و به عنوان تنها مؤسسه بین‌المللی فیلمسازی در این زمینه و با این نام در دنیا، تأسیس و به ثبت رساند.
یکی از مهم‌ترین دلایل راه‌اندازی این مؤسسه از سوی وی، عدم حمایت اغلب کشورها و دولت‌ها از این‌گونه فیلم‌ها و فیلمسازان فعال در زمینه انسانیت و حقوق بشر می‌باشد. وی در مصاحبه‌ای پس از راه‌اندازی این مؤسسه می‌گوید: " هیچ کس از ایده‌های حتی شخص بنده نیز در طی این سال‌ها حمایت نکرده‌است مگر اینکه برایش سود خاص مالی یا سیاسی دربرداشته‌است، این همان مشکلی است که بسیاری از همکاران من نیز در دنیا با آن در دیگر کشورها مواجه هستند، وقتی من می‌توانم از آن‌ها تحت یک مؤسسه بین‌المللی حمایت کنم پس بهتر است با ایجاد آن دنیایی دیگر را برایشان خلق کنم تا آن‌ها بتوانند با حمایت از آن، خودشان از فعالیتهایشان حمایت کنند ."
این مؤسسه پس از برخورد با بسیاری از مشکلات برای فعالیت قانونی و ثبت در ایران، از ایران نقل مکان کرده‌است و فعالیت خود را به‌طور جدی در کشور سوئد پس از انجام مراحل قانونی آغاز خواهد کرد.
مؤسسه بین‌المللی فیلم انسانیت، هر ساله با یک بیانیه و شعار خاص از سوی مؤسس، یک جشنواره فیلم بین‌المللی با موضوع انسانیت و بشریت برپا می‌کند که از سراسر جهان فیلمسازان مستقل و فعال در زمینه حقوق بشر و انسانیت می‌توانند فیلم‌های خود را به این جشنواره فیلم ارسال کنند.
موضوعات مهم و قابل توجه در این جشنواره سرفصل‌های خاص و اساسی حقوق بشر بین‌المللی و همچنین نقض آن، انسانیت، جنگ و بحران، مهاجرت ناشی از جنگ، تجاوز، مسائل مربوط به سرکوب‌های دولتی، زندانیان سیاسی، موضوعات مرتبط با کودکان جنگ زده و استفاده ابزاری از کودکان در جنگ و منازعات داخلی، نقض حقوق زنان و هتک حرمت به آنان یا حمایت از حقوق زنان، نقض حقوق مرتبط به خبرنگاران و گزارشگران، نقض حقوق مرتبط به گروه‌های امدادگر و مددکار در جنگ و بحران، ایدز و قربانیان بیماری‌های واگیری و … تمامی موضوعات مرتبط با انسان و انسانیت می‌باشد.
بیشتر اعضای هیئت داوری این جشنواره فعالین بین‌المللی حقوق بشر، محققین و مؤلفین رشته انسان‌شناسی، هنرمندان و فیلمسازان فعال در این زمینه می‌باشند.

## فعالیت‌هایی عکاسی
- کودکان خیابان ما (سال ۱۳۷۹)
- فروشندگان درد (سال ۱۳۷۹)
- کودکان کردستان (سال ۱۳۸۰)
- بالای شهر، پائین شهر (سال ۱۳۸۱)
- زیبای پنهان - سورج، افغانستان (سال ۱۳۸۲)
- چهره روحانی هرات باستان، افغانستان ۱۳۸۲
- کودکان مقدس (مجموعه کودکان جنگ زده افغانستان) ۱۳۸۲–۱۳۸۳
- آسمانی بدون جنگ، افغانستان (سال ۱۳۸۲–۱۳۸۳)
- احمد، خاطره‌ای پایدار، افغانستان (سال ۱۳۸۲–۱۳۸۳)
- مردان مجاهد، افغانستان (سال ۱۳۸۲–۱۳۸۳)
- بازگشت یک بومی، افغانستان (سال ۱۳۸۲–۱۳۸۳)
- کودکان مقدس، مجموعه کودکان جنگ زده پاکستان (سال ۱۳۸۳)
- کودکان مقدس، مجموعه کودکان جنگ زده تاجیکستان (سال ۱۳۸۳)
- کودکان بم، ایران (سال ۱۳۸۴)
- بهشت تهران، ایران (سال ۱۳۸۵–۱۳۸۴)
- آزادی، ایران (سال ۱۳۸۴)
- طبقه دهم، ایران (سال ۱۳۸۴)
- عید پاک، ایران (سال ۱۳۸۵)
- پرولترهای ما، ایران (سال ۱۳۸۴ تا کنون)
- زلزله پاکستان، پاکستان (سال ۱۳۸۵)
- کودکان سرزمین وحی، عربستان سعودی (سال ۱۳۸۵)
- کودکان مقدس، مجموعه کودکان جنگ زده عراق (سال ۱۳۸۶–۱۳۸۷)
- کودکان مقدس، مجموعه کودکان جنگ زده لبنان (سال ۱۳۸۷)
- نسل درد، کودکان مقدس مجموعه کودکان فلسطین (سال ۱۳۸۸)
- کودکان مقدس، مجموعه هائیتی (سال ۱۳۸۸)
- هائیتی زنده است، زلزله هائیتی (سال ۱۳۸۸)
- فرزندان سیمون بولیوار، ونزوئلا - کوبا - هائیتی (سال ۱۳۸۸–۱۳۸۹)
- کودکان مقدس، کلمبیا (سال ۱۳۸۸)
- همراه با آب، سیل پاکستان (سال ۱۳۸۹)
- جنگ - فقر - مرگ، سومالی (سال ۱۳۹۰)

## فیلم‌شناسی
1. فیلم‌های کوتاه مستند

- سورج و مین‌های هرات، افغانستان ۱۳۸۲
- کودکان مقدس، افغانستان ۱۳۸۳
- رد مرز، افغانستان ۱۳۸۴
- کودکان آسمان، افغانستان ۱۳۸۳–۱۳۸۴
- کوچ فوری، ایران ۱۳۸۵
- خانه آخر زندگی است، ایران ۱۳۸۵
- حافظان پارس، ایران ۱۳۸۶
- افتخاری دیگر، ایران ۱۳۸۶
- پرستوهای برباره، ایران ۱۳۸۷
- میم مثل مهر، ایران ۱۳۸۸
- نبض، ایران ۱۳۸۸
- نیاز، پاکستان ۱۳۸۹

1. فیلم‌های بلند مستند

- بازگشت یک بومی، افغانستان ۱۳۸۳–۱۳۸۲
- بچه‌های مدرسه دازان، ایران ۱۳۸۷
- نسل درد، ایران - فلسطین، غزه ۱۳۸۸
- هائیتی زنده است، هائیتی ۱۳۸۹
- فرزندان بولیواری، کوبا – هائیتی – ونزوئلا ۱۳۸۹
- دکتر زاکا، هائیتی- ونزوئلا- کوبا - کلمبیا ۱۳۸۹
- شعر بدون مرز، سوئد ۱۳۹۰
- چرا جنگ؟ ایران – سوئیس – سوئد ۱۳۹۰
- خوش آمدید به موگادیشو، سومالی ۱۳۹۰
- اینجا خانه ماست، ایران – تهران ۱۳۹۰

1. فیلم‌های بلند داستانی سینمایی

- حکمی برای جنین، در حال ساخت

"حکمی برای جنین "، به عنوان اولین کار سینمایی داستانی عابدین مهدوی با موضوع مشکلات کودکان جنگ زده عراق می‌باشد که در ایران به خاطر عدم حمایت‌ها و خصومت‌های مسئولین سینمایی و فرهنگی با وی متوقف و مجوز پروانه ساخت سینمایی برای این پروژه سینمایی صادر نگردیده‌است و او این پروژه را به خارج از ایران منتقل کرده‌است.

## فیلم نامه‌های داستانی
- سورج، ۱۳۸۴
- فروشگاه مرزی ۱۳۸۴
- فرزندان آتش ۱۳۸۶
- ساعت ۱۲ ۱۳۸۸
- ایستگاه یحیی ۱۳۸۹
- حکمی برای جنین ۱۳۹۰

## نمایشگاه‌های عکس
- کودکان مقدس ۱، {کودکان جنگ زده افغانستان}، انفرادی، (افغانستان - کابل) ۱۳۸۳
- کودکان مقدس ۲، {کودکان جنگ زده افغانستان}، انفرادی، (ایران - تهران) ۱۳۸۳
- کودکان مقدس ۳، {کودکان جنگ زده پاکستان}، انفرادی، (ایران -تهران) ۱۳۸۴
- کودکان مقدس ۴، {کودکان جنگ زده عراق}، انفرادی، (عراق - بغداد) ۱۳۸۶
- کودکان مقدس ۴، نمایشگاه تخصصی عکس کودک جنگ،{کودکان جنگ زده افغانستان}، انفرادی، (سوئد - اپسالا، استکهلم)- (همزمان در ایران - تهران) ۱۳۸۷
- کودکان مقدس ۵، {کودکان جنگ زده افغانستان}، انفرادی، (فرانسه – پاریس) ۱۳۸۷
- کودکان مقدس ۶، نسل درد، {کودکان جنگ زده فلسطین و لبنان}، انفرادی، (ایران - تهران) ۱۳۸۸
- انسانیت در جنگ،{منتخب کودکان مقدس}، نمایشگاه گروهی، به همراه فرانکو پاگتی، جیمز نچوی، آنتونین کراچوویل، رون هویو و کریستوفر موریس توسط نمایندگی کمیته بین‌المللی صلیب سرخ، (ایران -تهران) ۱۳۸۸
- فرزندان بولیوار، {پزشکان بدون مرز کارائیب }،(ایران - کوبا - ونزوئلا) ۱۳۸۹
- کودکان مقدس ۷، نیاز، {کودکان سیل زده پاکستان}، (ایران - تهران) ۱۳۸۹
- کودکان مقدس ۸، هائیتی زنده است،{زلزله هائیتی}، (ایران – تهران) ۱۳۸۹
- کودکان مقدس ۹، نمایشگاه تخصصی عکس کودک جنگ،{کودکان جنگ افغانستان، عراق، پاکستان،...}،(سوئیس - ژنو- شورای حقوق بشر سازمان ملل متحد)

## جوایز و تقدیرها
- تقدیر به عنوان جوانترین عکاس خبری جنگ و مقاومت توسط انجمن صنفی عکاسان مطبوعات ایران (سال ۱۳۸۵)
- برنده جایزه ویژه مسابقه عکس بین‌المللی عکاسی هوائی کلوپ عکاسی هوائی کانادا (سال ۱۳۸۵)
- تقدیر از سوی مؤسسه فرهنگی حمایت از کودکان کشور سوئد به عنوان عکاس کودکان جنگ (سال ۱۳۸۷)
- تقدیر از سوی موزه ملی سوئد برای اهدای عکس کودک جنگ (سال ۱۳۸۷)
- تقدیر از سوی داوران چهارمین جشنواره فیلم مستند ایران (هائیتی زنده است، هائیتی، ساخت سال ۱۳۸۹)(سال ۱۳۸۹)
- برنده بهترین فیلم مستند بخش سیاسی و کاندید بهترین فیلم مستند بلند پنجمین جشنواره فیلم مستند ایران (خوش آمدید به موگادیشو، سومالی، ساخت سال ۱۳۹۰)(سال ۱۳۹۰)
- برنده جایزه بهترین اثر مستند با موضوع ضد جنگ در اولین جشنواره بین‌المللی فیلمسازان مستقل (چرا جنگ؟ ایران – سوئیس – سوئد، ساخت سال ۱۳۹۰) (سال ۱۳۹۱)